# Salakovac
Salakovac (cyr. Салаковац) – wieś w Serbii, w okręgu braniczewskim, w gminie Malo Crniće. W 2011 roku liczyła 693 mieszkańców.